# Neotephritis mundelli
Neotephritis mundelli es una especie de insecto del género Neotephritis de la familia Tephritidae del orden Diptera.

## Historia
Fue descrita científicamente por primera vez en el año 1936 por Lima.